# おでかけ!パレット
『おでかけ!パレット』は、東海テレビと一部独立UHF局で放送された東海テレビ製作の紀行番組。製作局の東海テレビでは2005年4月3日から2007年3月25日まで放送。

## 概要
「おでかけ人」（おでかけびと）と呼ばれる男女ペアのリポーターが、毎回あるテーマに沿って日本各地を旅していた番組である。リポーターは全員ゲストで、レギュラーで出演していた者はいなかった。テーマは「グルメ」や「観光」が中心で、旅先は主に東海地方・北陸地方・近畿地方が選ばれていた。
前番組『ふれあい見つけ旅』から引き続きJR東海が冠スポンサーを務めた。そのため、番組タイトルは本放送のオープニングにおいては「JR東海プレゼンツ おでかけ!パレット」と表記されていたが、金曜4:30枠での再放送においては「JR東海プレゼンツ」表記が無いものに差し替えられていた。また、前番組が2004年度に実施していた字幕放送はこの番組には無く、全期間を通して行われなかった。
番組の終了後、JR東海の提供番組は放送時間帯が異なる『発見!わくわくMY TOWN』へと移行したが、同番組ではスポットCMが入れられていた上に不定期でJR東海以外のスポンサーが付くこともあり、JR東海は筆頭スポンサーにもなっていなかった。そのため、同番組は「JR東海プレゼンツ」をサブタイトルに冠していなかった。

## スタッフ
- ナレーション - 畑中フー
- 制作協力 - 東海テレビプロダクション
- 制作著作 - 東海テレビ

## 放送局
前述の通り、この番組は独立UHF局でも遅れネットで放送されていた。番販扱いだったため、ノンスポンサーまたはローカルスポンサーによる放送を実施していた局も多い。このため、「JR東海プレゼンツ」を削除した再放送用素材を使用していた可能性がある。
| 放送対象地域 | 放送局       | 系列           | 放送日時                                                                                  | 備考                                                 |
| ------------ | ------------ | -------------- | ----------------------------------------------------------------------------------------- | ---------------------------------------------------- |
| 中京広域圏   | 東海テレビ   | フジテレビ系列 | 日曜 09:00 - 09:30 （2005年4月 - 2006年3月） 日曜 09:30 - 10:00 （2006年4月 - 2007年3月） | 製作局                                               |
| 栃木県       | とちぎテレビ | 独立UHF局      | 日曜 17:30 - 18:00                                                                        |                                                      |
| 千葉県       | 千葉テレビ   | 独立UHF局      | 火曜 18:30 - 19:00                                                                        |                                                      |
| 三重県       | 三重テレビ   | 独立UHF局      | 土曜 12:00 - 12:30 （2005年4月 - 2006年4月）                                              |                                                      |
| 京都府       | KBS京都      | 独立UHF局      | 木曜 20:55 - 21:25                                                                        |                                                      |
| 兵庫県       | サンテレビ   | 独立UHF局      | 火曜 18:00 - 18:30                                                                        | 『サンテレビボックス席』のナイターオフ番組として放送 |

## エピソード
2006年11月19日放送分でリポーターを務めた波田陽区は、その回のロケで郷里の山口県下関市を訪れた際に、かつての同級生がマスターをしているという市内の店「焼酎BAR」を訪ねた。その店のマスターは、かつて東海テレビで放送されていた深夜番組『ゴッターニ!』に出演していた末永宰士だった。このリポートで末永は、同番組で共演していたくりぃむしちゅー（当時は海砂利水魚）の2人が後に全国区でブレイクしたことについて、羨望の気持ちを持って語っていた。